# گنبد چهارسوق
گنبد چهارسوق مربوط به دوره صفوی است و در ساوه، خیابان سلمان ساوجی واقع شده‌است. این اثر در تاریخ ۱۶ خرداد ۱۳۵۶ با شمارهٔ ثبت ۱۳۸۲ به‌عنوان یکی از آثار ملی ایران به ثبت رسیده است.
این بنا در تاریخ ۲۸ مرداد ۱۳۸۶ به مناسب روز جهانی صنایع دستی به عنوان موزه مردم‌شناسی شهرستان ساوه مورد بهره‌برداری قرار گرفت. در این موزه اشیایی همچون کتب خطی و دست‌نویس، انواع قفل‌های قدیمی، ظروف مسی و سفالی، سکه و اسناد خطی و سنگ قبرهایی مربوط به دوره قاجار به نمایش درآمده است.

## نگارخانه

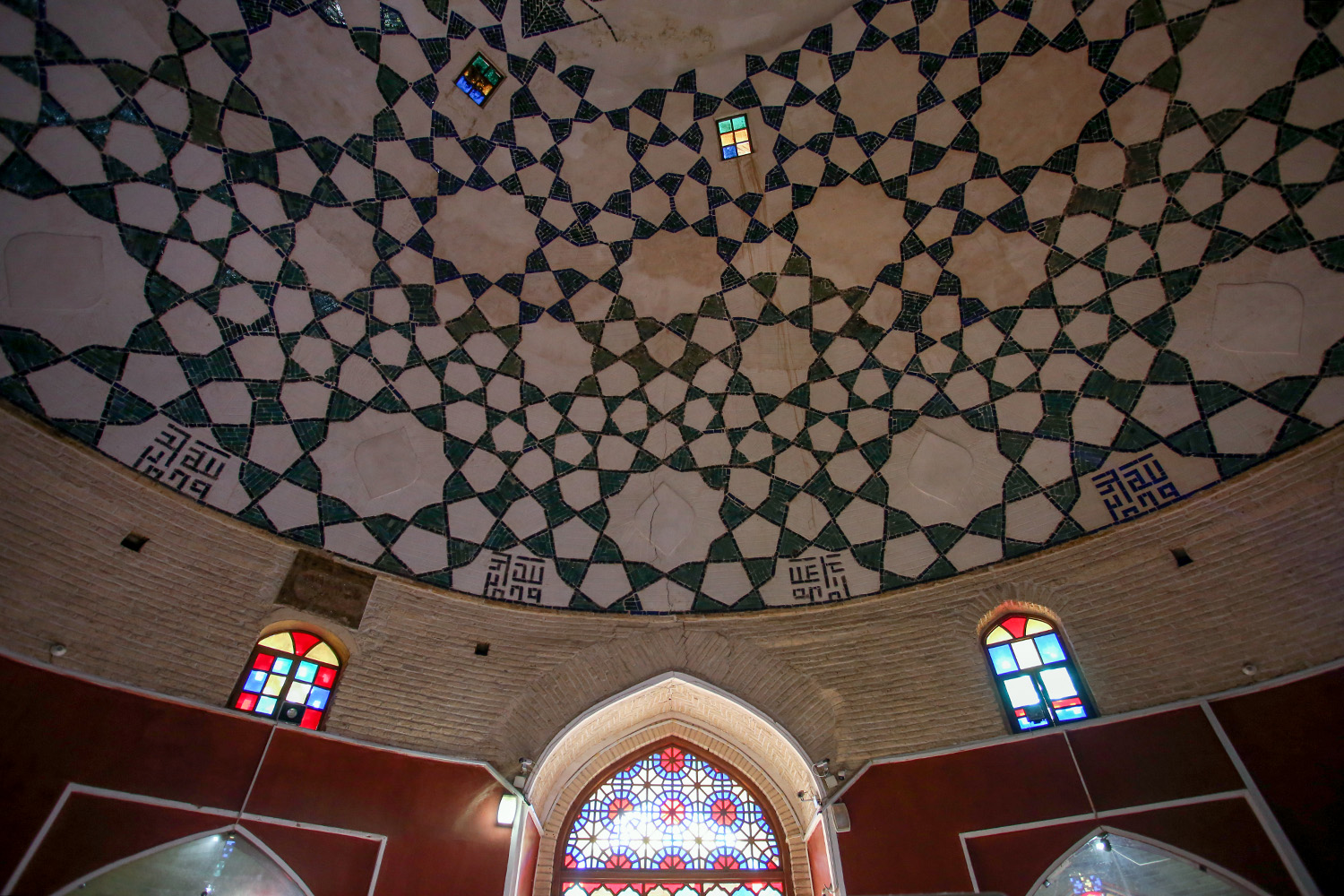
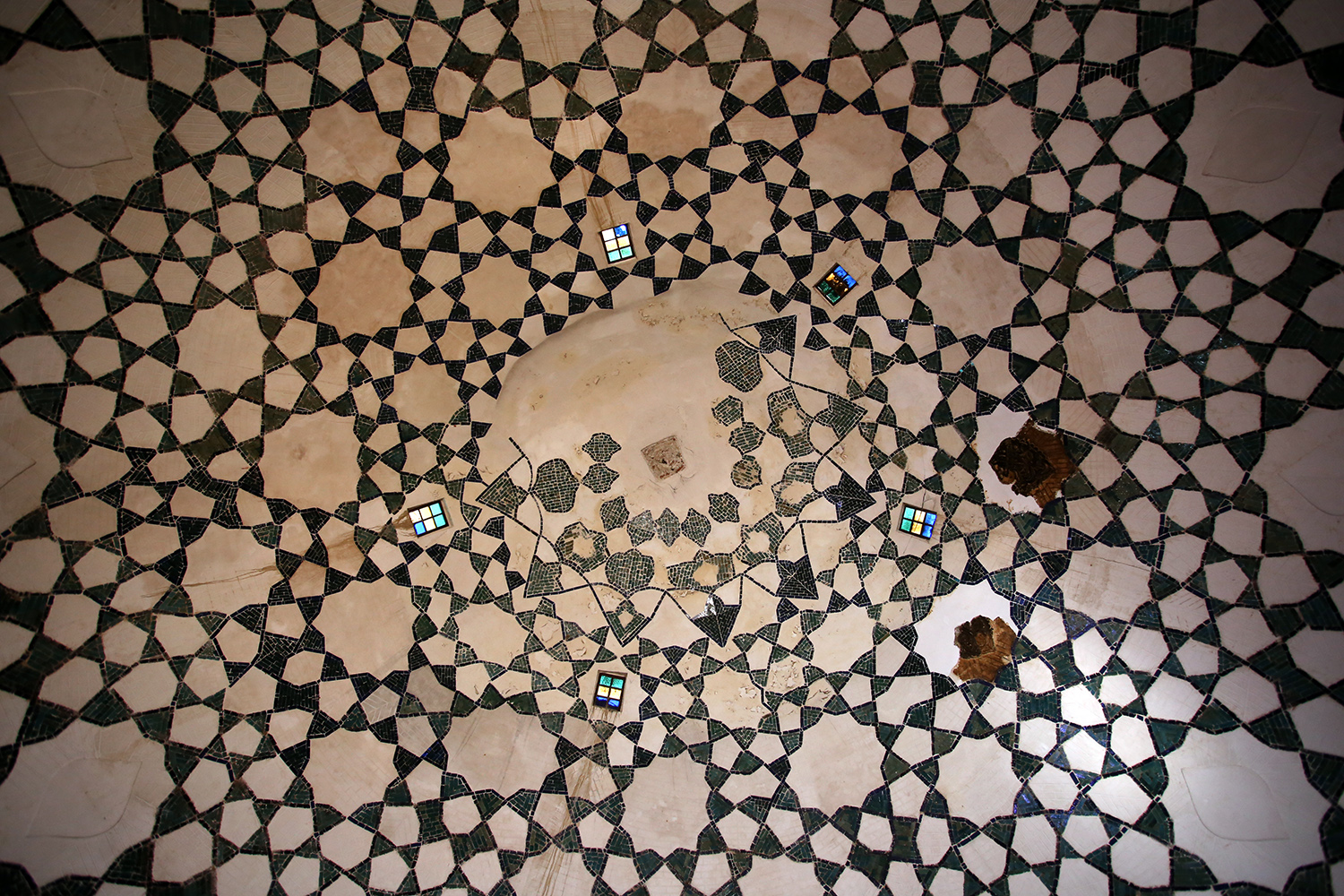
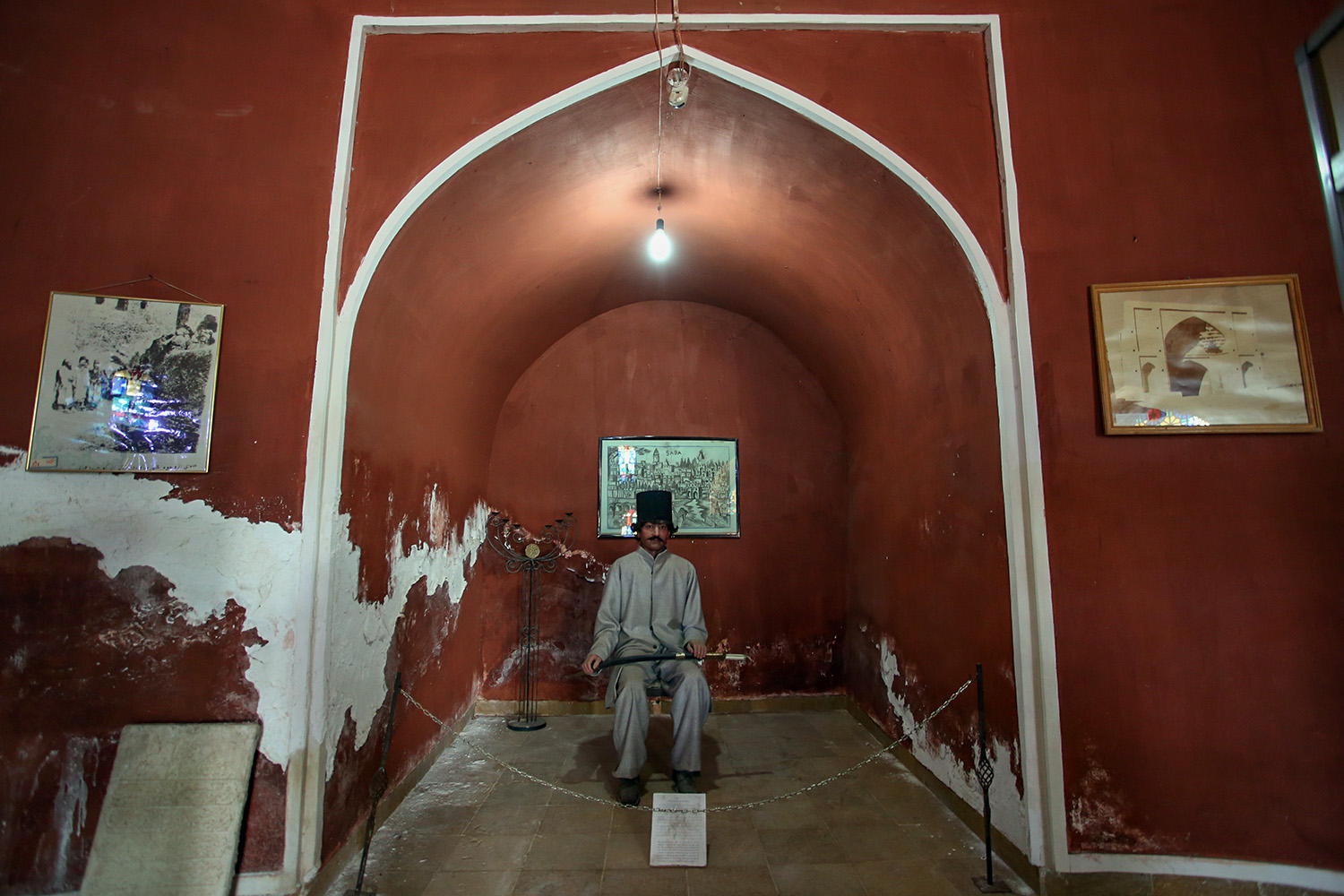
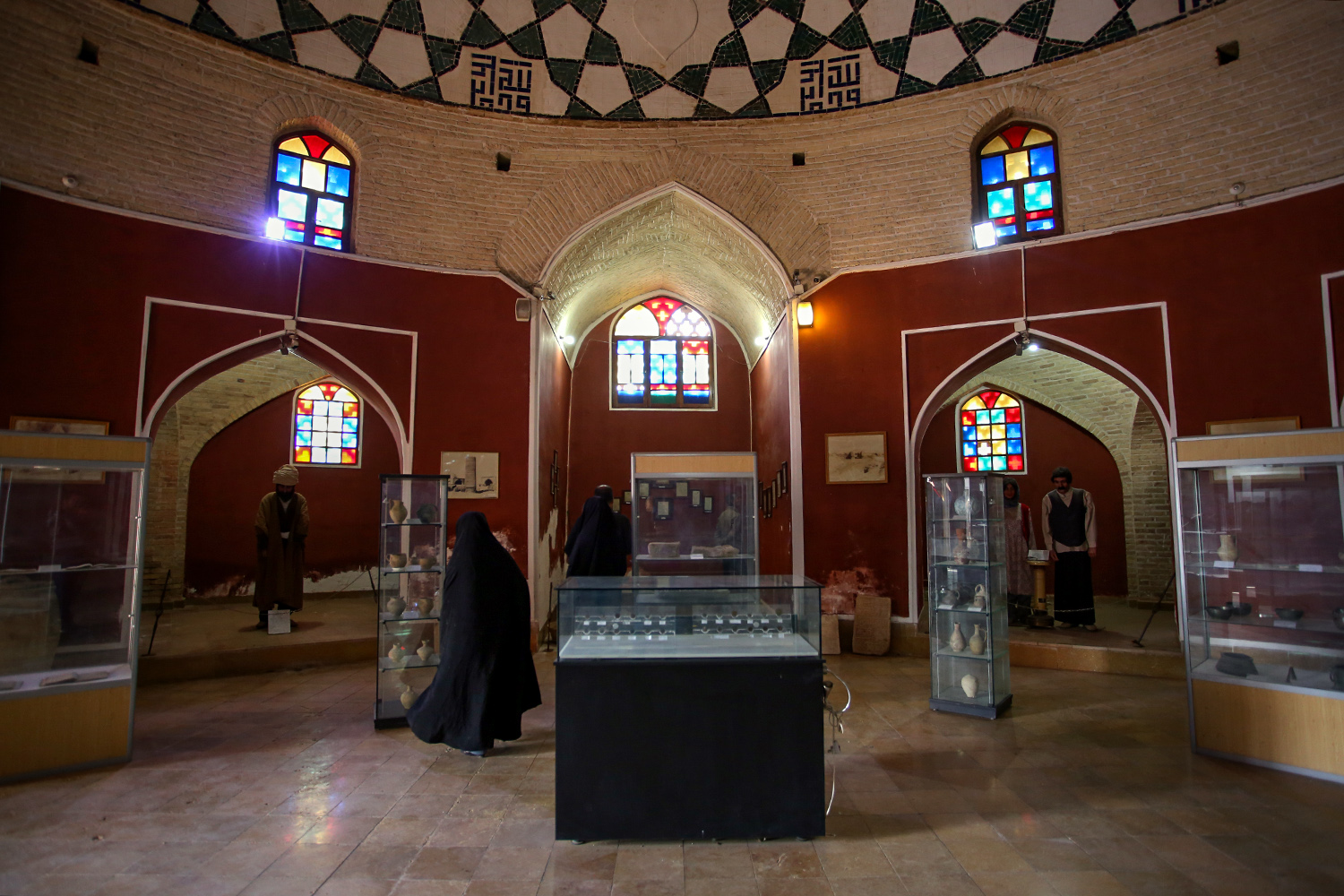
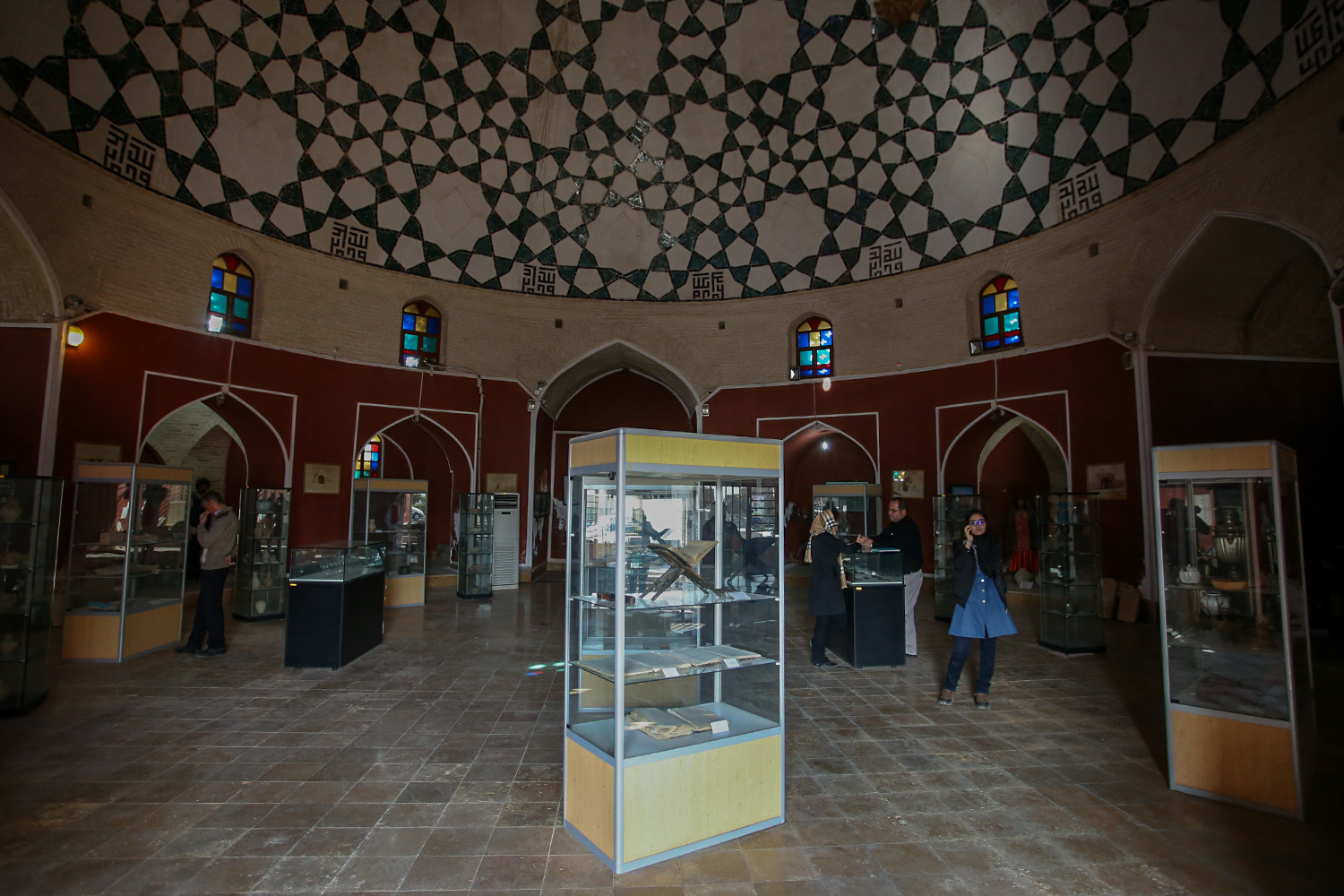